# Manuel von Stürler
Pour les articles homonymes, voir Sturler.
Manuel von Stürler est un réalisateur franco-suisse de cinéma né le 29 avril 1968 à Lausanne.
Il a été nommé et primé dans plusieurs festivals internationaux et lauréat de la récompense décernée par l’Académie européenne du cinéma dans la catégorie du meilleur documentaire 2012 pour Hiver nomade.

## Biographie
Manuel von Stürler a étudié le trombone, le piano et la composition au conservatoire de Neuchâtel et à l’école de jazz de Lausanne. Il s'est produit sur scène en Suisse et à l'étranger, et a écrit de nombreuses musiques pour l’art scéniques.
En 2008, il s’engage sur le projet de documentaire Hiver nomade, présenté en première mondiale à la Berlinale, le festival du film de Berlin, en 2012.
Son second film La Fureur de voir (2017) est un documentaire long métrage produit par Bande à part Films (Jean-Stéphane Bron, Ursula Meier, Frédéric Mermoud et Lionel Baier) en coproduction avec Les Films du Tambour de Soie (Alexandre Cornu).
Il poursuit sa démarche de s’intéresser à des sujets de société, se jouant des a priori en réalisant le film Siriri, le cardinal et l'imam (2021). Le film relate le combat commun du cardinal Dieudonné Nzapalainga et l’imam Kobine Layama pour la paix en Centrafrique et plus largement pour le vivre ensemble universel. Ce film est produit par Beauvoir films (Aline Schmid et Adrian Blaser) distribué par Outside the box.
Il est membre de l'Académie européenne du cinéma, de l'Académie du cinéma suisse, de l'Association suisse des scénaristes et réalisateurs et de l'ACID.

## Filmographie
- 2012 : Hiver nomade
- 2017 : La Fureur de voir
- 2021 : Siriri, le cardinal et l'imam
- 2022 : Le Dugo

## Distinctions
- Prix du Jury, catégorie longs métrages, RISC Marseille 2017[6]
- Margaret Mead filmmaker award contender, Mead Film Festival New-York 2017
- Meilleur film documentaire à la 25e cérémonie des Prix du cinéma européen[7]
- Bayard d'or de la meilleure photographie et prix du public au Festival international du film francophone de Namur
- Prix de la meilleure photographie et Prix spécial du jury aux Prix du cinéma suisse 2013[8]
- Nommé à ASC Award 2014, ASC The American Society of Cinematographers - Hollywood[9]
- Golden Frog - Grand Prix à Camerimage en 2013[10]
- Grand Prix pour le meilleur long métrage suisse à Visions du réel 2012[11]
- ET3 Award au Thessaloniki Documentary Film Festival 2013
- Young Onion - Best Film au MakeDox Skopje 2013
- Prix du public au Trento Film Festival 2013
- Prix spécial du Jury et prix du jury étudiants au Cinessonne 2012